# Thouarsais-Bouildroux
Pour les articles homonymes, voir Thouarsais (homonymie).
Thouarsais-Bouildroux est une ancienne commune française située dans le département de la Vendée, en région Pays de la Loire. Le 1er janvier 2024, la commune fusionne avec Cezais et Saint-Sulpice-en-Pareds pour former la commune nouvelle de Rives-du-Fougerais.

## Géographie
Le territoire municipal de Thouarsais-Bouildroux s'étend sur 1 737 hectares. L'altitude moyenne de la commune est de 95 mètres, avec des niveaux fluctuant entre 62 et 128 mètres,.
La commune est située à l'est de La Caillère-Saint-Hilaire.
| La Caillère-Saint-Hilaire | Bazoges-en-Pareds     | Saint-Maurice-le-Girard |
|                           | Thouarsais-Buoildroux | Saint-Sulpice-en-Pareds |
| Saint-Laurent-de-la-Salle | Saint-Cyr-des-Gâts    | Cezais                  |

### Évolution du territoire
Le 1er janvier 2024, les communes de Cezais, Saint-Sulpice-en-Pareds et Thouarsais-Bouildroux fusionnent sous le régime de la commune nouvelle, pour former la commune de Rives-du-Fougerais. Les trois anciennes communes deviennent communes déléguées. Le chef-lieu est fixé à la mairie l'ancienne commune de Thouarsais-Bouildroux.

## Urbanisme

### Typologie
Thouarsais-Bouildroux est une commune rurale, car elle fait partie des communes peu ou très peu denses, au sens de la grille communale de densité de l'Insee,,,.
La commune est en outre hors attraction des villes,.

### Occupation des sols
L'occupation des sols de la commune, telle qu'elle ressort de la base de données européenne d’occupation biophysique des sols Corine Land Cover (CLC), est marquée par l'importance des territoires agricoles (86,5 % en 2018), une proportion identique à celle de 1990 (86,6 %). La répartition détaillée en 2018 est la suivante : 
terres arables (48,3 %), zones agricoles hétérogènes (31,8 %), forêts (13,5 %), prairies (6,4 %). L'évolution de l’occupation des sols de la commune et de ses infrastructures peut être observée sur les différentes représentations cartographiques du territoire : la carte de Cassini (XVIIIe siècle), la carte d'état-major (1820-1866) et les cartes ou photos aériennes de l'IGN pour la période actuelle (1950 à aujourd'hui).

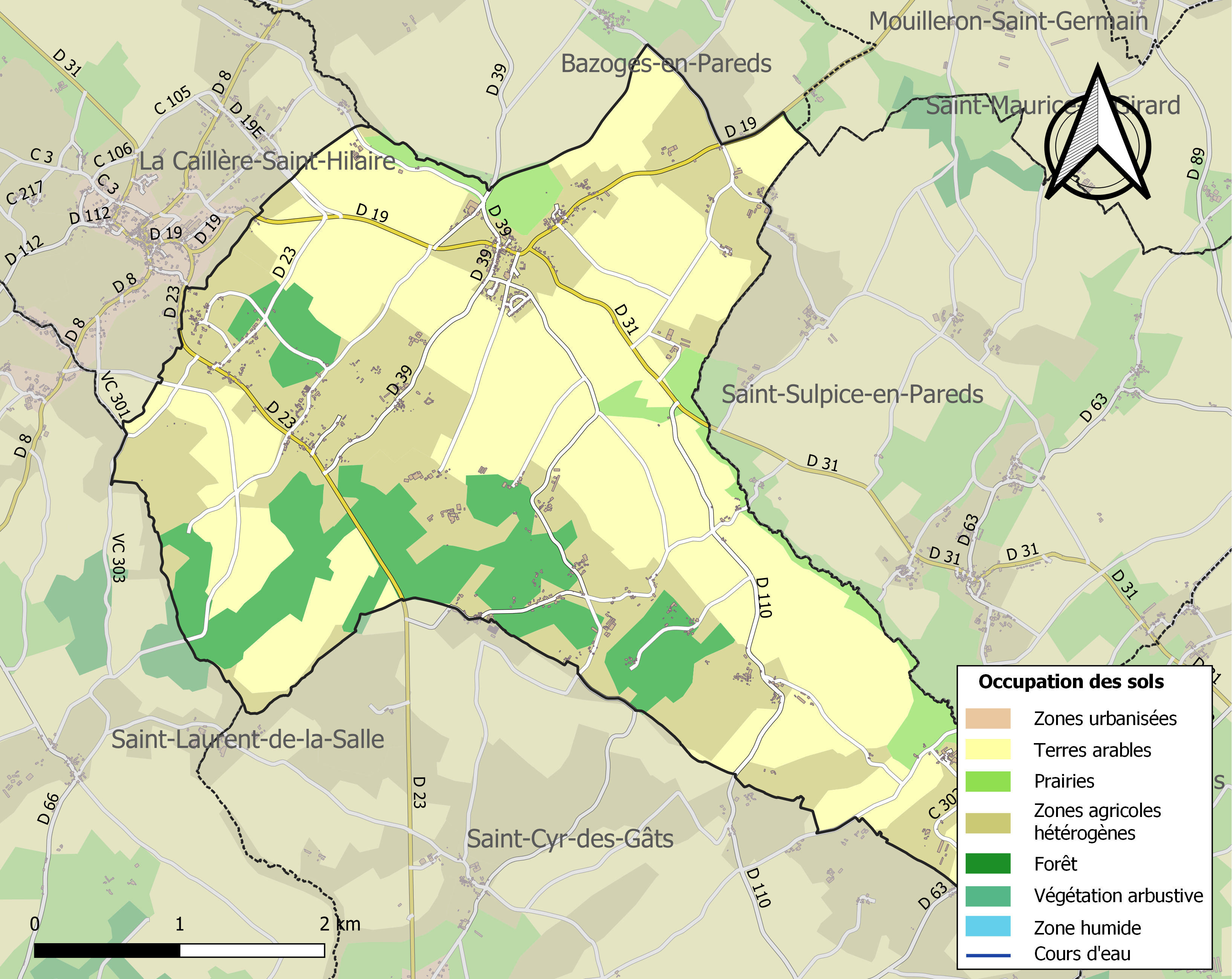
Carte des infrastructures et de l'occupation des sols de la commune en 2018 (CLC).

## Toponymie
En poitevin, la commune est appelée Touarsaes-Boulldrous.

## Histoire
Thouarsais-Bouildroux est née de la fusion des deux paroisses « Notre-Dame-de-Thouarsais » et de « Saint-Martin-du-Bouildroux » par décret royal du 3 octobre 1827.
L'origine du nom Thouarsais, n'est pas réellement connue, il a subi plusieurs variantes (Thevrecio, Thouarsayo, Thouarsay). Quant à « Bouildroux » (ou « Boldus » ou « Boildrolio ».), il proviendrait de « Source gazeuse dans un bois de chênes sacrés ».

### Première Guerre mondiale
Le monument aux morts compte soixante noms de soldats morts au cours de la Première Guerre mondiale.

### Époque contemporaine
Le 1er janvier 2024, la commune fusionne avec Cezais et Saint-Sulpice-en-Pareds pour former la commune nouvelle de Rives-du-Fougerais.

## Politique et administration

### Liste des maires
| Période                                  | Période          | Identité        | Étiquette | Qualité  |
| ---------------------------------------- | ---------------- | --------------- | --------- | -------- |
| mars 1977                                | mars 2014        | Edmond Soulard, |           |          |
| mars 2014                                | 31 décembre 2023 | Claude Clerjaud |           | retraité |
| Les données manquantes sont à compléter. |                  |                 |           |          |

### Liste des maires délégués
| Période      | Période  | Identité | Étiquette | Qualité |
| ------------ | -------- | -------- | --------- | ------- |
| janvier 2024 | En cours |          |           |         |

## Population et société

### Démographie

#### Évolution démographique
L'évolution du nombre d'habitants est connue à travers les recensements de la population effectués dans la commune depuis 1793. Pour les communes de moins de 10 000 habitants, une enquête de recensement portant sur toute la population est réalisée tous les cinq ans, les populations de référence des années intermédiaires étant quant à elles estimées par interpolation ou extrapolation. Pour la commune, le premier recensement exhaustif entrant dans le cadre du nouveau dispositif a été réalisé en 2004.

En 2021, la commune comptait 775 habitants, en évolution de +2,38 % par rapport à 2015 (Vendée : +5,33 %, France hors Mayotte : +2,11 %).
| 1793  | 1800 | 1806 | 1821 | 1831  | 1836  | 1841  | 1846  | 1851  |
| ----- | ---- | ---- | ---- | ----- | ----- | ----- | ----- | ----- |
| 1 100 | 573  | 635  | 675  | 1 268 | 1 240 | 1 312 | 1 317 | 1 252 |

| 1856  | 1861  | 1866  | 1872  | 1876  | 1881  | 1886  | 1891  | 1896  |
| ----- | ----- | ----- | ----- | ----- | ----- | ----- | ----- | ----- |
| 1 258 | 1 220 | 1 224 | 1 176 | 1 196 | 1 271 | 1 271 | 1 282 | 1 273 |

| 1901  | 1906  | 1911  | 1921  | 1926  | 1931 | 1936 | 1946 | 1954 |
| ----- | ----- | ----- | ----- | ----- | ---- | ---- | ---- | ---- |
| 1 221 | 1 183 | 1 154 | 1 053 | 1 007 | 989  | 993  | 971  | 964  |

| 1962 | 1968 | 1975 | 1982 | 1990 | 1999 | 2004 | 2006 | 2009 |
| ---- | ---- | ---- | ---- | ---- | ---- | ---- | ---- | ---- |
| 854  | 737  | 690  | 669  | 675  | 643  | 670  | 676  | 703  |

| 2014 | 2019 | 2021 | - | - | - | - | - | - |
| ---- | ---- | ---- | - | - | - | - | - | - |
| 751  | 778  | 775  | - | - | - | - | - | - |

#### Pyramide des âges
En 2018, le taux de personnes d'un âge inférieur à 30 ans s'élève à 30,5 %, soit en dessous de la moyenne départementale (31,6 %). À l'inverse, le taux de personnes d'âge supérieur à 60 ans est de 33,1 % la même année, alors qu'il est de 31,0 % au niveau départemental.
En 2018, la commune comptait 424 hommes pour 350 femmes, soit un taux de 54,78 % d'hommes, largement supérieur au taux départemental (48,84 %).
Les pyramides des âges de la commune et du département s'établissent comme suit.
| Hommes | Classe d’âge | Femmes |
| ------ | ------------ | ------ |
| 0,9    | 90 ou +      | 1,4    |
| 6,6    | 75-89 ans    | 9,1    |
| 26,1   | 60-74 ans    | 21,9   |
| 17,8   | 45-59 ans    | 19,0   |
| 18,3   | 30-44 ans    | 17,6   |
| 14,8   | 15-29 ans    | 11,4   |
| 15,5   | 0-14 ans     | 19,6   |

| Hommes | Classe d’âge | Femmes |
| ------ | ------------ | ------ |
| 0,8    | 90 ou +      | 2,2    |
| 8,7    | 75-89 ans    | 11,1   |
| 20,3   | 60-74 ans    | 21,3   |
| 20     | 45-59 ans    | 19,4   |
| 17,5   | 30-44 ans    | 16,8   |
| 15     | 15-29 ans    | 13,2   |
| 17,7   | 0-14 ans     | 16,1   |

## Lieux et monuments
L'église Notre-Dame de Thouarsais, anciennement chapelle du château fort, fut construite au XIVe siècle et entièrement rénovée à la fin du XIXe siècle. Cet édifice se distingue par son clocher en forme de tour carrée à mâchicoulis. Il a servi de corps de garde pendant les guerres de Religion.
L'église Saint-Martin du Bouildroux construite au XIIIe siècle a été dévastée par les guerres de Religion. Après avoir été abandonnée, elle fut vendue et transformée en grange. À l'intérieur quelques vestiges sont encore visibles.
Une stèle des résistants datant de 1945 est visible route de La Caillère, près de l'ancienne ligne de chemin de fer et de l'ancienne gare de La Caillère.
Un plan d'eau communal aménagé, situé en direction de La Caillère, fait le bonheur des familles et des pêcheurs… et des poissons ou autres grenouilles. Cartes à la journée ou à l'année disponible en mairie.
Des sentiers de randonnée sont également à la disposition des visiteurs et habitants.

## Pour approfondir